# تطور البكتريا

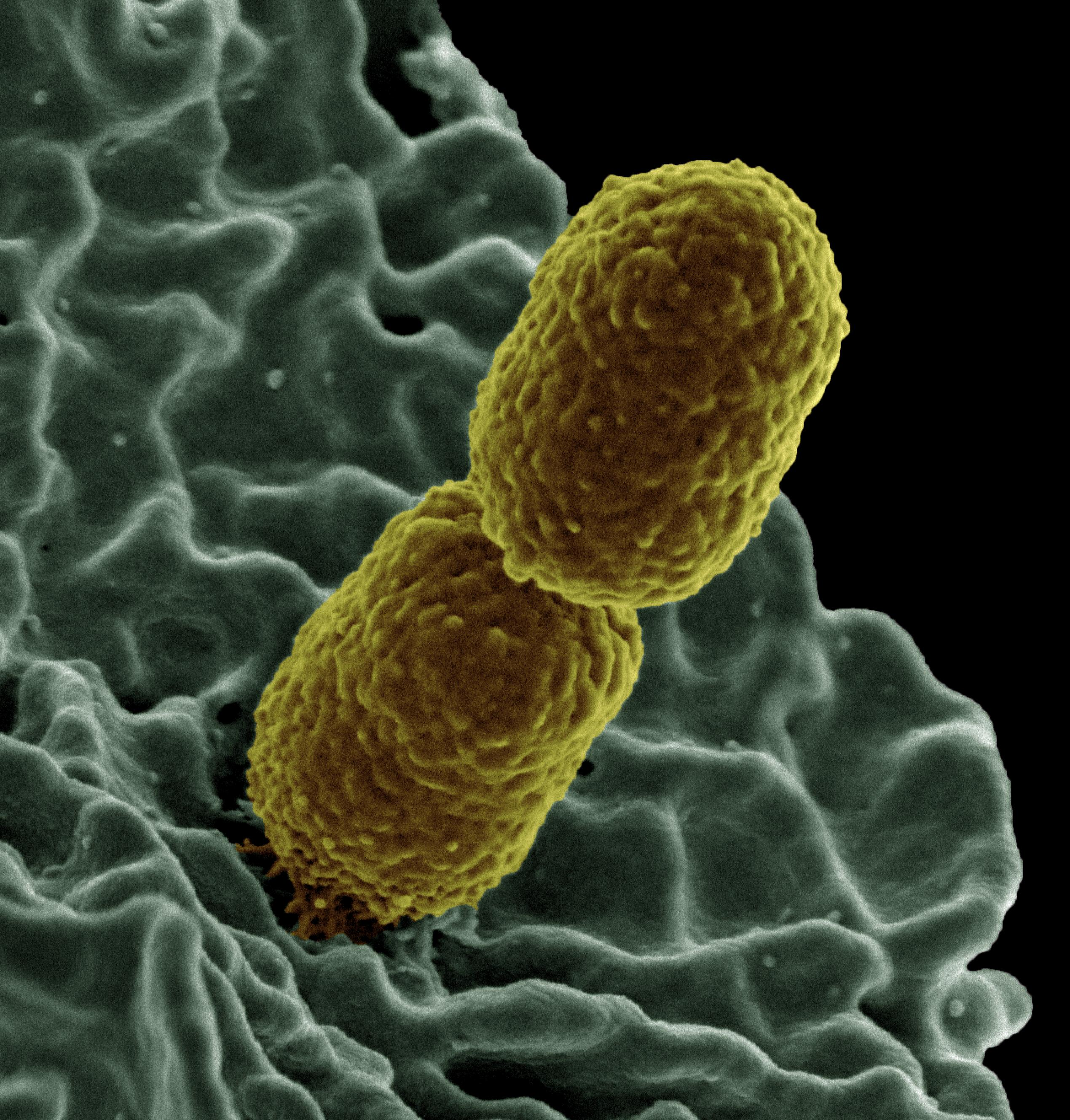
صورة مجهرية إلكترونية ملونة تظهر فيها كلبسيلة رئوية مقاومة للكاربابينيم وهي تتفاعل مع خلية متعادلة بشرية

تقدم مسار تطور البكتيريا عبر مليارات السنين منذ عصر ما قبل الكامبري بدايةً من أول انشقاق رئيسي عن سلالة العتائق/حقيقيات النوى منذ ما يقرب من 3.2-3.5 مليار سنة. اكتُشف ذلك من خلال تحديد التسلسل الجيني للكروموسومات البكتيرية لإعادة بناء شجرة التطور الخاصة بها. وإلى جانب ذلك اكتُشفت مستحاثات دقيقة متمعدنة لإحدى بدائيات النوى القديمة في صخور الشرت الصوانية في بيلبرا، أستراليا، ويُقدر عمرها بنحو 3.5 مليار سنة في الحقبة التي تعرف بما قبل الكامبري. ويلمح ذلك إلى أن أحد أنواع شعبة المستحراوات التوغية هو أحدث سلف مشترك للبكتيريا الحديثة.
أظهرت الدراسات الكيميائية على الصخور القديمة وتحليل النظائر أن الأكسجين ظهر في الغلاف الجوي بحلول العصر السيدري، أي منذ 2.45 مليار سنة. ويشير ذلك إلى أن البكتيريا الزرقاء التي كانت تعيش في المحيط وتمتلك القدرة على التركيب الضوئي تطورت في تلك الفترة لأنها كانت أول ميكروبات تنتج الأكسجين بفعل عملياتها الأيضية. ولذا يُعتقد أن تلك الشعبة كانت الكائنات السائدة منذ ما يقرب من 2.3 مليار سنة. ولكن يرى بعض العلماء أنه من الممكن أنها عاشت منذ 2.7 مليار سنة، أي قبل حدث الأكسدة الكبير، ما يعني أن مستويات الأكسجين في الجو ارتفعت بالفعل وغيرت النظام البيئي قبل حلول هذا الحدث.
أدى ارتفاع مستوى الأكسجين إلى تطور شعبة البروتيوبكتيريا التي تشمل العديد من أنواع البكتيريا الحديثة مثل البكتيريا المثبتة للنتروجين، ومسببات الأمراض، والكائنات الدقيقة المستقلة (غير الطفيلية). تطورت تلك الشعبة منذ 1.5 مليار عامًا مضى تقريبًا خلال حقبة الطلائع القديمة.
ورغم ذلك ثمة العديد من النظريات المتناقضة حول أصول البكتيريا. فعلى الرغم من اكتشاف عدة مستحاثات دقيقة للبكتيريا القديمة، يرى بعض العلماء أن غياب الأشكال التي يمكن التعرف عليها في تلك المستحاثات يمنعنا من استخدامها في استخلاص النتائج على خط زمني تطوري دقيق. ورغم ذلك من المتوقع أن تؤدي التطورات التكنولوجية إلى اكتشاف المزيد من الأدلة.

## تعريف البكتيريا
البكتيريا هي كائنات حية دقيقة بدائية النوى على هيئة عصيات أو حليزينات أو مكورات، ويتراوح طولها من 0.5 إلى 20 ميكرو متر. وهي من أوائل الخلايا الحية التي تطورت وانتشرت للعيش في العديد من البيئات المختلفة مثل الفوهات المائية الحرارية والصخور الجليدية والكائنات الحية الأخرى. تشترك البكتيريا مع حقيقيات النوى في بعض الخصائص مثل السيتوبلازم، والأغشية الخلوية، والريبوسومات. تتسم بعض أنواع البكتيريا كذلك بخصائص أخرى فريدة مثل جدران الخلايا (مثل تلك التي تتسم بها خلايا النباتات مع اختلاف التركيب)، والأسواط، والكروموسوم البكتيري.
تحدث عمليات الأيض في البكتيريا بطرق مختلفة، وأكثرها شيوعًا الأيض غيري التغذية والأيض ذاتي التغذية (إما عن طريق التمثيل الضوئي أو التمثيل الكيميائي). تتكاثر البكتيريا بواسطة الانقسام الثنائي، ورغم ذلك تستطيع البكتيريا أن تشارك معلوماتها الجينية مع بعضها بعضًا عبر التنبيغ أو التحول أو الاقتران البكتيري.

### عملية التطور البكتيري
تتطور البكتيريا بآليات مشابهة للكائنات الحية الأخرى. وأهمها بالطبع عملية الانتقاء الطبيعي التي تُورث من خلالها التكيفات النافعة للأجيال المستقبلية حتى تصبح التكيفات النافعة سائدة في جميع الأنسال. ولكن البكتيريا تتكاثر عبر الانقسام الثنائي، أحد أشكال التكاثر اللاجنسي، ما يعني أن الخلية الابنة متطابقة جينيًا مع الخلية الأم. ما يعني أن البكتيريا سريعة التأثر بالعوامل البيئية. تتغلب البكتيريا على ذلك بمشاركة المعلومات الجينية مع بعضها بعضًا عبر التنبيغ أو التحول أو الاقتران، ما يسمح بتطور تكيفات جينية وفيزيائية جديدة. وإلى جانب ذلك، بوسع البكتيريا أن تتكاثر في أقل من 20 دقيقة، ما يسمح لسلالات البكتيريا الجديدة بالتكيف مع البيئة على وجه السرعة. يشكل تطور البكتيريا السريع عدة مشاكل من بينها انتشار البكتيريا المقاومة للمضادات الحيوية.

## المستحراوات التوغية
المستحراوات التوغية (Thermotogae) هي شعبة من شعب البكتيريا اللاهوائية سلبية الغرام تتسم عادةً بأنها أليفة الحرارة أو أليفة الحرارة المفرطة (60 درجة مئوية فيما فوق)، وبوسعها العيش بالقرب من الفوهات المائية الحرارية حيث تتراوح درجات الحرارة من 55 إلى 95 درجة مئوية. ويُعتقد بأنها من أقدم أشكال الحياة على الأرض. اُكتشفت أدلة وجود تلك الكائنات داخل صخور الشرت الصوانية في أستراليا بالقرب من الفوهات المائية الحرارية القديمة. يُقدر عمر تلك الصخور بنحو 3.46 مليار سنة، ويعتقد أن المستحاثات المُكتشفة بداخلها كانت تنتمي لأحد أنواع المستحراوات التوغية القديمة. ويُعزى ذلك إلى قدرة تلك البكتيريا على العيش دون الأكسجين الذي لم يكن متوفرًا بكميات كبيرة في الغلاف الجوي الأرضي. وعلاوة على ذلك، ما زالت بعض الأنواع التي تنتمي لتلك الشعبة على قيد الحياة مثل المستحراوات النابولية (Thermotoga neapolitana) التي ما تزال تشبه أسلافها القدماء بدرجة كبيرة وبوسعها العيش بالقرب من تلك الفوهات. استعان بعض العلماء بما سبق لإثبات تلك النظرية.
ظهرت أدلة جديدة تشير إلى أن المستحراوات التوغية تطورت منذ 3.2–3.5 مليار سنة مضت. اُستخرجت تلك الأدلة عبر تحديد التسلسل الجيني للكروموسومات البكتيرية لإعادة بناء شجرة التطور الخاصة بها.
وقع أول انشقاق رئيسي داخل شعبة المستحراوات التوغية بانشقاق فصيلتي «Thermotogaceae» و«Fervidobacteriaceae» عن بعضهما بعضًا، ولكن وقت حدوث هذا الانشقاق لا يزال مجهولًا. انشقت فصيلة Thermotogaceae بدورها إلى جنس «Thermotoga» وجنس «Pseudothermotoga». تنتمي معظم البكتيريا أليفة الحرارة المفرطة في الوقت الحاضر إلى جنس Thermotoga، وتتفرد بكونها محاطة بغشاء خارجي يُشار إليه باسم «توغا»، ومن هنا جاءت التسمية «مستحراوات توغية». ومن الأمثلة على أنواع جنس Thermotoga التي ما تزال على قيد T. neapolitana.

## البكتيريا الزرقاء
البكتيريا الزرقاء أو الزراقم أو الطحالب الخضراء المزرقة هي شعبة من البكتيريا سلبية الغرام تنتمي للبكتيريا القادرة على التمثيل الضوئي التي تطورت قبل 2.3–2.7 مليار سنة مضت. تنتج تلك البكتيريا بدائية النوى الأكسجين من خلال عمليات التمثيل الضوئي التي تقوم بها. ولها تأثير كبير في الصناعات الدوائية والزراعية نظرًا لقدرتها على صناعة مركبات نشطة حيويًا لها خصائص مضادة للبكتيريا وللفطريات وللفيروسات وللطحالب. تشكل بعض أنواع تلك البكتيريا خيوط متحركة مثل النوستكيات، وبوسع تلك البكتيريا أن تشكل مستعمرات وتتبرعم في موطنها ثم تهاجر لاستعمار مناطق جديدة. تنتشر تلك البكتيريا في مختلف البيئات مثل المياه العذبة، والمحيطات، والتربة، والصخور الجافة والرطبة، بالإضافة إلى الصخور المتجمدة الشمالية.
طورت تلك الكائنات مراكز عمليات التمثيل الضوئي بداخلها، وصارت أول كائنات ذاتية التغذية منتجة للأكسجين تظهر في سجلات الأحافير. تستعين تلك الكائنات بضوء الشمس في بدء عملياتها الأيضية التي تنزع ثاني أكسيد الكربون من الجو وتحرر منه الأكسجين. ونظرًا لتلك الصفات، ينسب بعض العلماء حدث الأكسدة العظيم قبل 2.3 مليار سنة تقريبًا لتلك البكتيريا.